# Molophilus ariel
Molophilus ariel är en tvåvingeart som beskrevs av Alexander 1932. Molophilus ariel ingår i släktet Molophilus och familjen småharkrankar. Inga underarter finns listade i Catalogue of Life.